# Mame Dennis
Mame Dennis Burnside o, più semplicemente, Zia Mame è la protagonista del romanzo di Patrick Dennis Zia Mame, del suo sequel Intorno al mondo con Zia Mame e dei fortunati adattamenti teatrali, cinematografici e musicali del romanzo. Rosalind Russell, storica interprete del ruolo sia al cinema che a teatro, l'ha descritta come: "Zia Mame ha molto in comune con le eroine letterarie che l'hanno preceduta, e cioè le protagonisti di Gli uomini preferiscono le bionde, Via col vento e Un tram che si chiama Desiderio. La sua linguaccia se la batte con quella di Lorelei Lee, e quanto a manipolare maschi Rossella O'Hara le fa un baffo: se ci si mette, poi, Mame può snocciolare più psicologia freudiana di quella che Blanche DuBois raccatterebbe in un anno di psicoterapia.  Ma zia Mame ha qualcosa che alle tre suddette, intense signore invece manca, e che le conferisce una grazia di ordine superiore: un feroce senso dell'umorismo, che non risparmia niente e nessuno". Il personaggio è ispirato alla zia dello scrittore, Marion Tanner.

## Interpreti
Zia Mame è stata interpretata da numerose attrici nei diversi media. Dapprima, il romanzo fu riadatto per la scene nella commedia Zia Mame. Rosalind Russell è stata la prima interprete della parte a Broadway nel 1956 e per la sua interpretazione fu candidata al Tony Award alla miglior attrice protagonista in uno spettacolo. La commedia rimase in scena per più di seicento repliche, nel corso delle quali la Russell fu sostituita da Greer Garson e Beatrice Lillie; la Lillie ha recitato la parte anche nella produzione di Londra del 1958. Rosalind Russell ha interpretato Mame anche nel primo adattamento cinematografico del romanzo, il film di Morton DaCosta La signora mia zia (1958); per la sua performance fu candidata all'Oscar alla miglior attrice e vinse il Golden Globe per la migliore attrice in un film commedia o musicale.
Nel 1966 Jerry Herman ha riadattato il romanzo in un fortunato musical di Broadway. Per il ruolo di Mame si era pensato originariamente a Judy Garland, ma la sua instabilità dovuta alla tossicodipendenza la portò ad essere esclusa dal casting definitivo. Dopo che anche Mary Martin rifiutò la parte, Angela Lansbury fu scelta per recitate nei panni della protagonista e per la sua performance vinse l'Outer Critics Circle Award ed il Tony Award alla miglior attrice protagonista in un musical. Quando la Lansbury lasciò il cast di Broadway per recitare nel tour statunitense del musical, il ruolo di Mame fu ricoperto da Celeste Holm (1967), Sheila Smith (1967), Janis Paige (1968), Jane Morgan (1968) e Ann Miller (1969).
Il ruolo di Mame è stato interpretato da allora da diverse attrici di rilievo, tra cui: Susan Hayward (Las Vegas, 1968), Ginger Rogers (Londra, 1969; Houston, 1970), Janet Blair (terzo tour statunitense, 1969), Elaine Stritch (Stock Tour, 1969), Edie Adams (tour, 1969), Patrice Munsel (tour, 1970), Jo Anne Worley (Sacramento, 1972), Kitty Carlisle (Kenley Players, 1978), Janet Carroll (Summit, 1978), Gretchen Wyler (Milwaukee, 1979), Dixie Carter (Pittsburgh, 1981), Shani Wallis (Candlewood Playhouse, 1992), Juliet Prowse (Los Angeles, 1994), Nancy Dussault (Atlanta, 1994), Loretta Swit (Old Westbury, 1996), Julia McKenzie (Londra, 1998), Christine Ebersole (New Jersey, 1999), Carol Lawrence (Nyack, 2000), Michele Lee (Los Angeles, 2004), Dee Hoty (St. Louis, 2005), Christine Baranski (Washington, 2006), Sandy Duncan (Pittsburgh, 2006), Barbara E. Robertson (Oakbrook Terrace, 2008), Louise Pitre (Goodspeed, 2012), Andrea McArdle (Pennsylvania, 2013), Leslie Uggams (Boca Raton, 2014) e Tracie Bennett (Manchester, 2019). Nel 1974 il musical è stato adattato in un film per la televisione, Mame, con Lucille Ball nel ruolo della protagonista.